# ともだち (中村あゆみの曲)
「ともだち」は、1989年4月にリリースされた中村あゆみの12枚目のシングルである。
アナログレコードとCDが同時発売となった。規格品番はアナログレコードが7HB-2025、CDが10HD-2025。

## 解説
- 表題曲は、本人出演のCM「カナダドライジンジャーエール」のイメージソングである（CMでは、2番終了後に間奏へ入る際の「Come on!」というシャウトと、大サビを使用）。
- 歌番組やコンサートでは、タンバリンを叩きながら歌っていた。
- 『ザ・ベストテン』では3年ぶりにランクインを果たした。

## 収録曲
1. ともだち
  - 作詞:中村あゆみ／作曲:中村あゆみ／編曲:古村敏比古
2. ボクのガールフレンド
  - 作詞:中村あゆみ／作曲:古村敏比古／編曲:古村敏比古

## 収録作品
- ともだち
  - KIDS BLUE
  - HEART of DIAMONDS II アカペラバージョン
  - BEST COLLECTION HUMMING BIRD YEARS '84-'93
  - Ayumi of AYUMI〜30th Anniversary All Time Best

- ボクのガールフレンド
  - BEST COLLECTION HUMMING BIRD YEARS '84-'93

## カバー
- 中川翔子「しょこたん☆かばー4-2 〜しょこ☆ロック篇〜」